# Lycaena thetis
Lycaena thetis är en fjärilsart som beskrevs av Johann Christoph Friedrich Klug 1834. Lycaena thetis ingår i släktet Lycaena och familjen juvelvingar. Inga underarter finns listade i Catalogue of Life.